# Hydropsalis
Hydropsalis är ett släkte med fåglar i familjen nattskärror med tre arter som förekommer i Latinamerika:
- Vitstjärtad nattskärra (H. cayennensis)
- Gaffelnattskärra (H. climacocerca)
- Saxnattskärra (H. torquata)

Tidigare fördes även fläckstjärtad nattskärra (Antiurus maculicaudus) hit, men denna har lyfts ut till ett eget släkte.